# العلاقات الأندورية البرازيلية
العلاقات الأندورية البرازيلية هي العلاقات الثنائية التي تجمع بين أندورا والبرازيل.

## مقارنة بين البلدين
هذه مقارنة عامة ومرجعية للدولتين:
| وجه المقارنة                                              | أندورا                                                     | البرازيل |
| --------------------------------------------------------- | ---------------------------------------------------------- | --- |
| المساحة (كم2)                                             | 468                                                        | 8.52 مليون |
| عدد السكان (نسمة)                                         | 76.18 ألف                                                  | 202.66 مليون |
| الكثافة السكانية (ن./كم²)                                 | 16.28 ألف                                                  | 23.79 |
| العاصمة                                                   | أندورا لا فيلا                                             | برازيليا، ريو دي جانيرو |
| اللغة الرسمية                                             | اللغة الكتالونية                                           | برتغالية برازيلية، Brazilian Sign Language ‏ |
| العملة                                                    | يورو                                                       | ريال برازيلي، كروزيرو ريال برازيلي ‏، كروزيرو البرازيلية (1990–1993)، البرازيلي كروزادو نوفو، كروزادو برازيلي، cruzeiro ‏، كروزيرو البرازيلية (1942–1967)، الريال البرازيلي (قديم) |
| الناتج المحلي الإجمالي (بليون دولار)                      | 3.01 مليار                                                 | 2.06 تريليون |
| الناتج المحلي الإجمالي (تعادل القوة الشرائية) بليون دولار |                                                            | 3.22 تريليون |
| الناتج المحلي الإجمالي الاسمي للفرد دولار أمريكي          |                                                            | 8.54 ألف |
| الناتج المحلي الإجمالي للفرد دولار أمريكي                 |                                                            | 15.89 ألف |
| مؤشر التنمية البشرية                                      | 0.858                                                      | 0.754 |
| رمز المكالمات الدولي                                      | +376                                                       | +55 |
| رمز الإنترنت                                              | .ad                                                        | .br |
| المنطقة الزمنية                                           | ت ع م+01:00، توقيت وسط أوروبا، ت ع م+02:00، أوروبا/أندورا ‏ | |

## منظمات دولية مشتركة
يشترك البلدان في عضوية مجموعة من المنظمات الدولية، منها:
| علم المنظمة | اسم المنظمة                   | تاريخ انضمام أندورا | تاريخ انضمام البرازيل |
| ----------- | ----------------------------- | ------------------- | --------------------- |
|             | منظمة الشرطة الجنائية الدولية | ?                   | ?                     |
|             | الأمم المتحدة                 | 28 يوليو 1993       | 24 أكتوبر 1945        |
|             | يونسكو                        | 20 أكتوبر 1993      | 4 نوفمبر 1946         |
|             | منظمة حظر الأسلحة الكيميائية  | ?                   | ?                     |
|             | الاتحاد الدولي للاتصالات      | 12 نوفمبر 1993      | 4 يوليو 1877          |

## وصلات خارجية
- موقع وزارة الخارجية الأندورية
- موقع وزارة الخارجية البرازيلية